# Вейзен Олександр Михайлович
Вейзен Олександр Михайлович (рос. Вейзен Александр Михайлович; 28 серпня 1863, Одеський повіт — після 1930 або 1940) — архітектор Севастополя.

## Біографія
Закінчив Санкт-Петербурбурську Академію Мистецтв у 1887 році. 2-а золота медаль за проєкт приміщення Міської Думи у Санкт-Петербурзі (1889).
Працював у Севастополі на зламі XIX—XX століть. За його проєктами, здійсненими у формах модернізованого класицизму і неоампіру, збудовано Севастопольську біологічну станцію на Приморському бульварі (1898), прибутковий 6-поверховий будинок Анненкова на розі вулиць Рибна та Базарний спуск (1899).
Під керівництвом Вейзена спроєктовано й споруджено: на Приморському бульварі — підпірні стіни, кам'яні лавки, пішохідний місток (проєкт О. Вербицького), пропілеї на Малаховому кургані, пам'ятник Чорноріченському бою (співавтор), обеліски на місцях батареї Геннеріха, дислокації резервних військ, обеліски з ротондами на місцях 1-го бастіону та люнету Бєлкіна (співавтор; усі — 1905), обеліски із фонтанами на місці 2-го і 3-го бастіонів на вул. Орловська (усі — 1904—1906; співавтор).
У 1910 році запропонував генеральний план Севастополя (співавтор — Г. Долін).

## Галерея

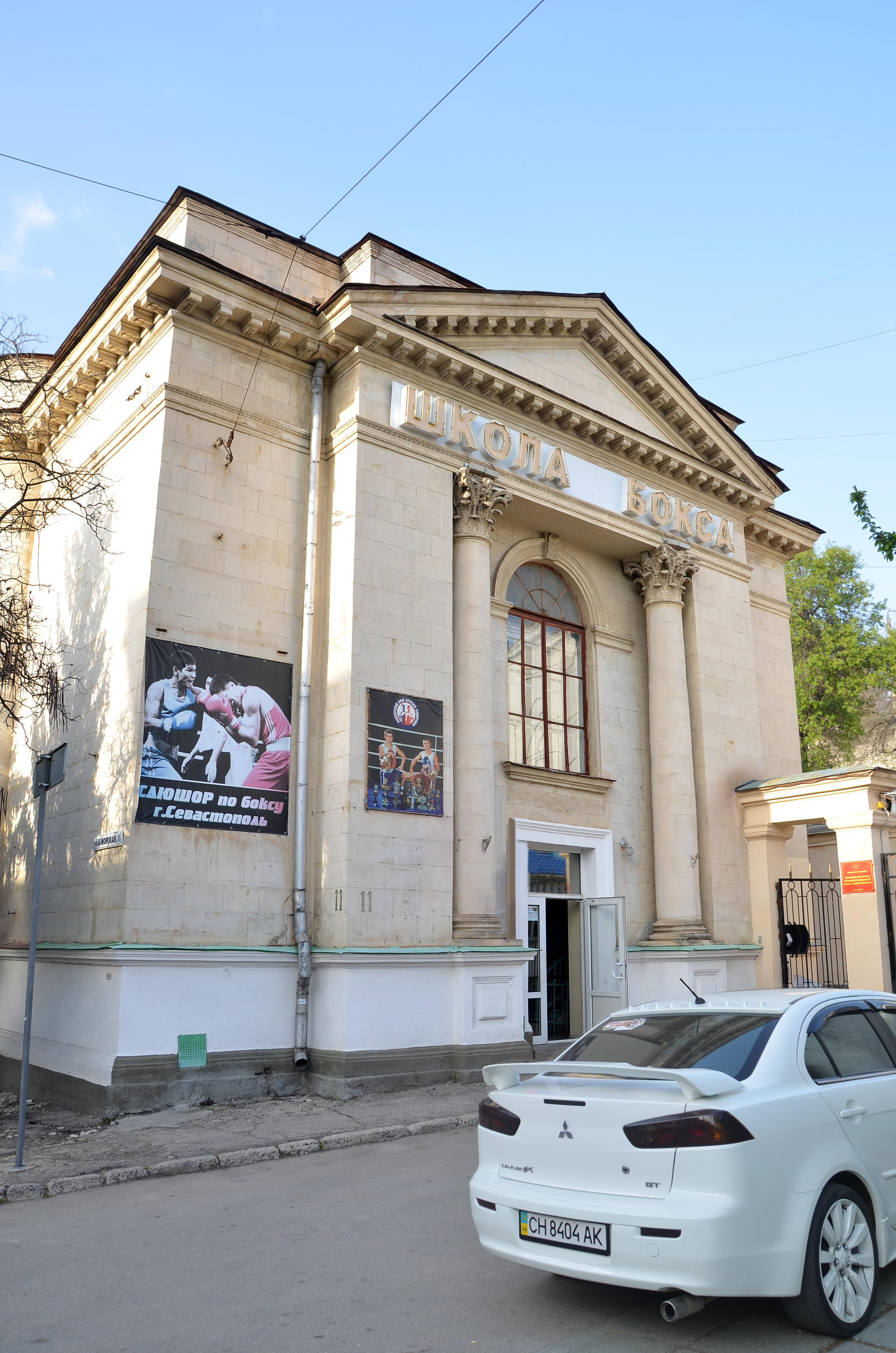
Севастопольська кенаса
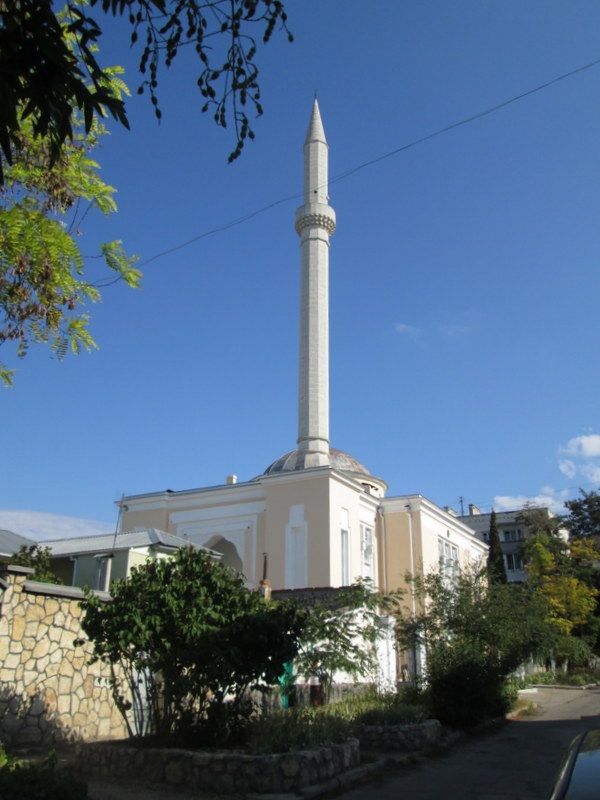
Ак'яр Джамі
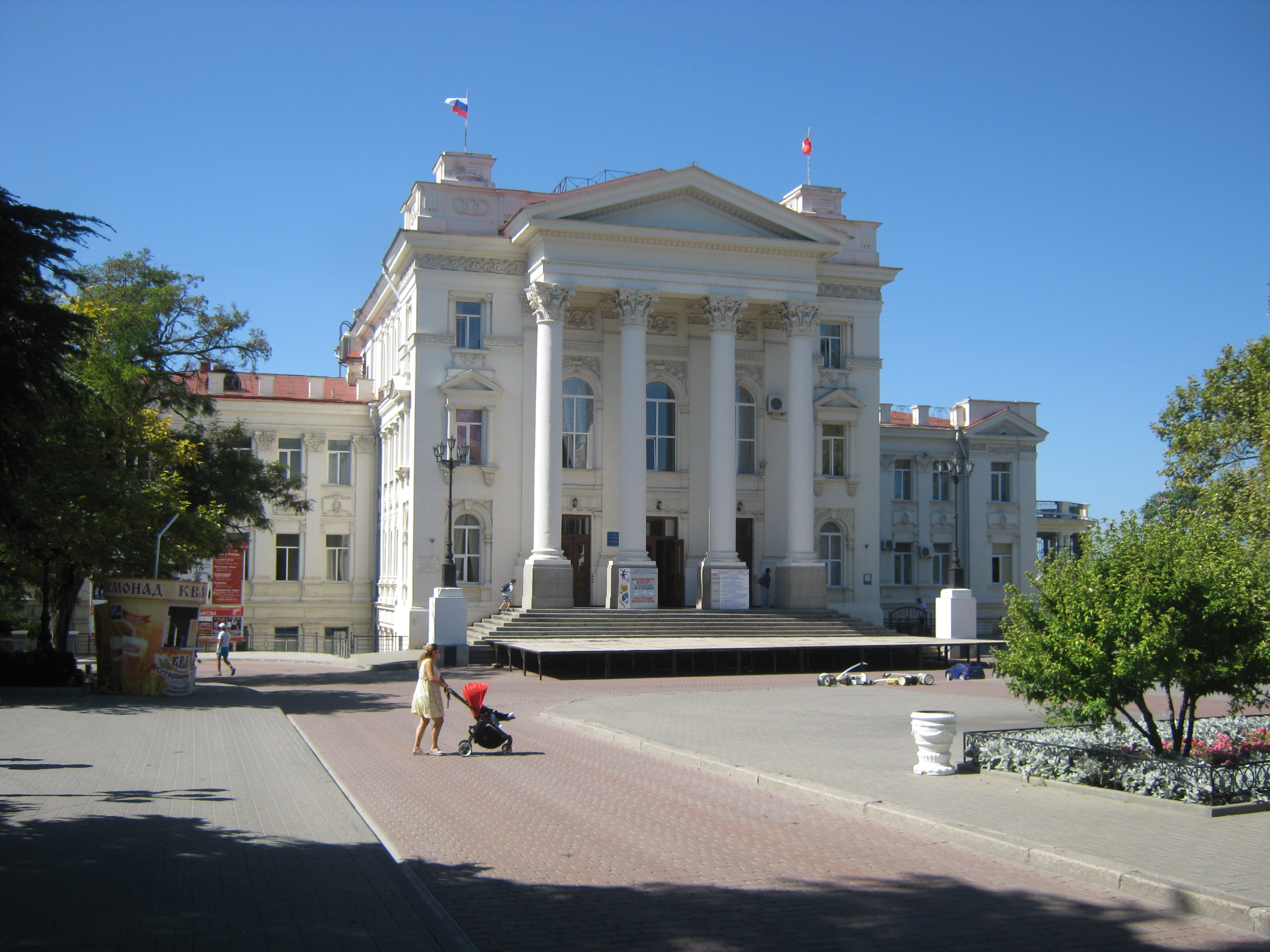
Палац дитинства і юності
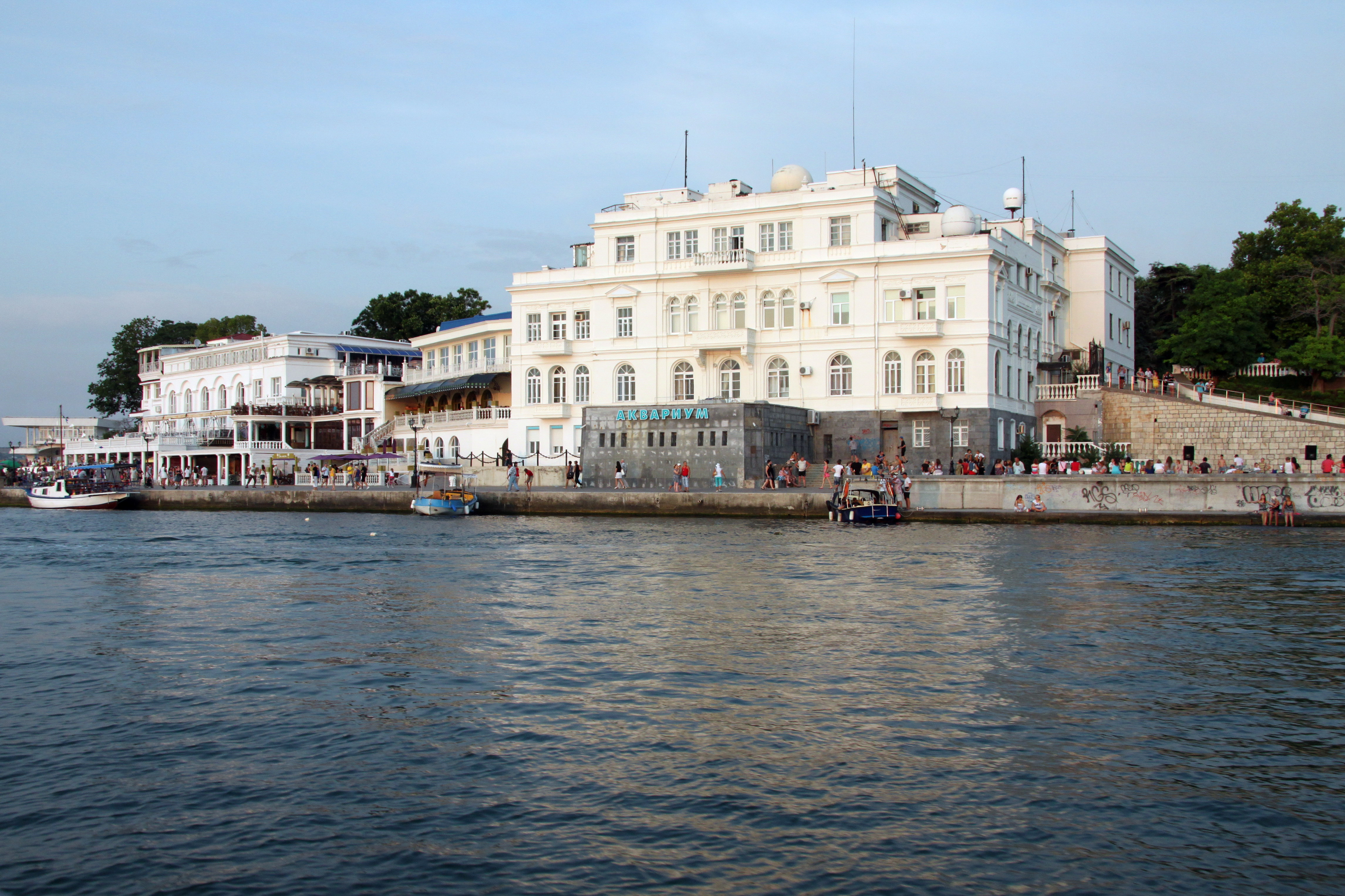
Севастопольська біологічна станція
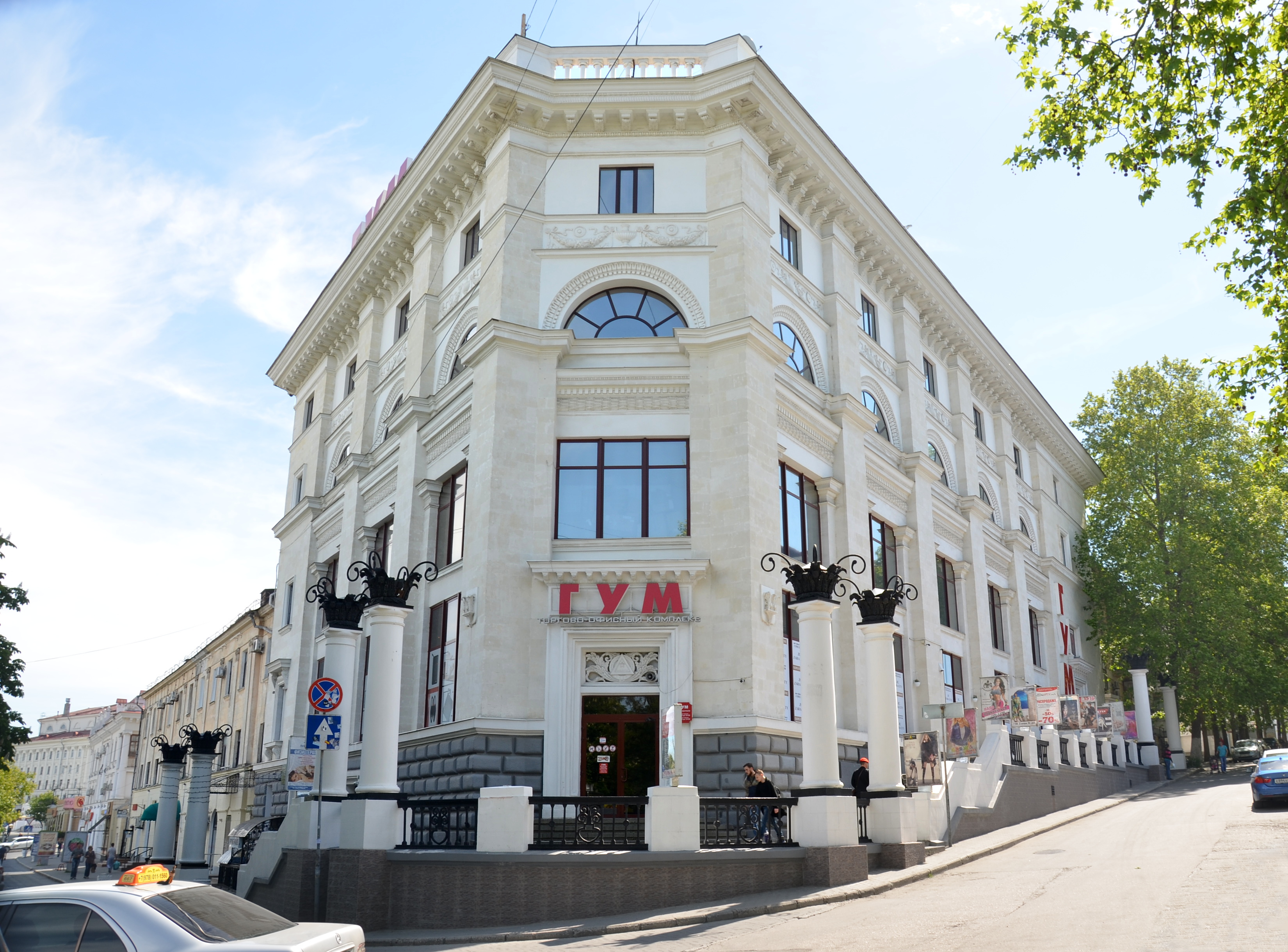
Головний універмаг Севастополя
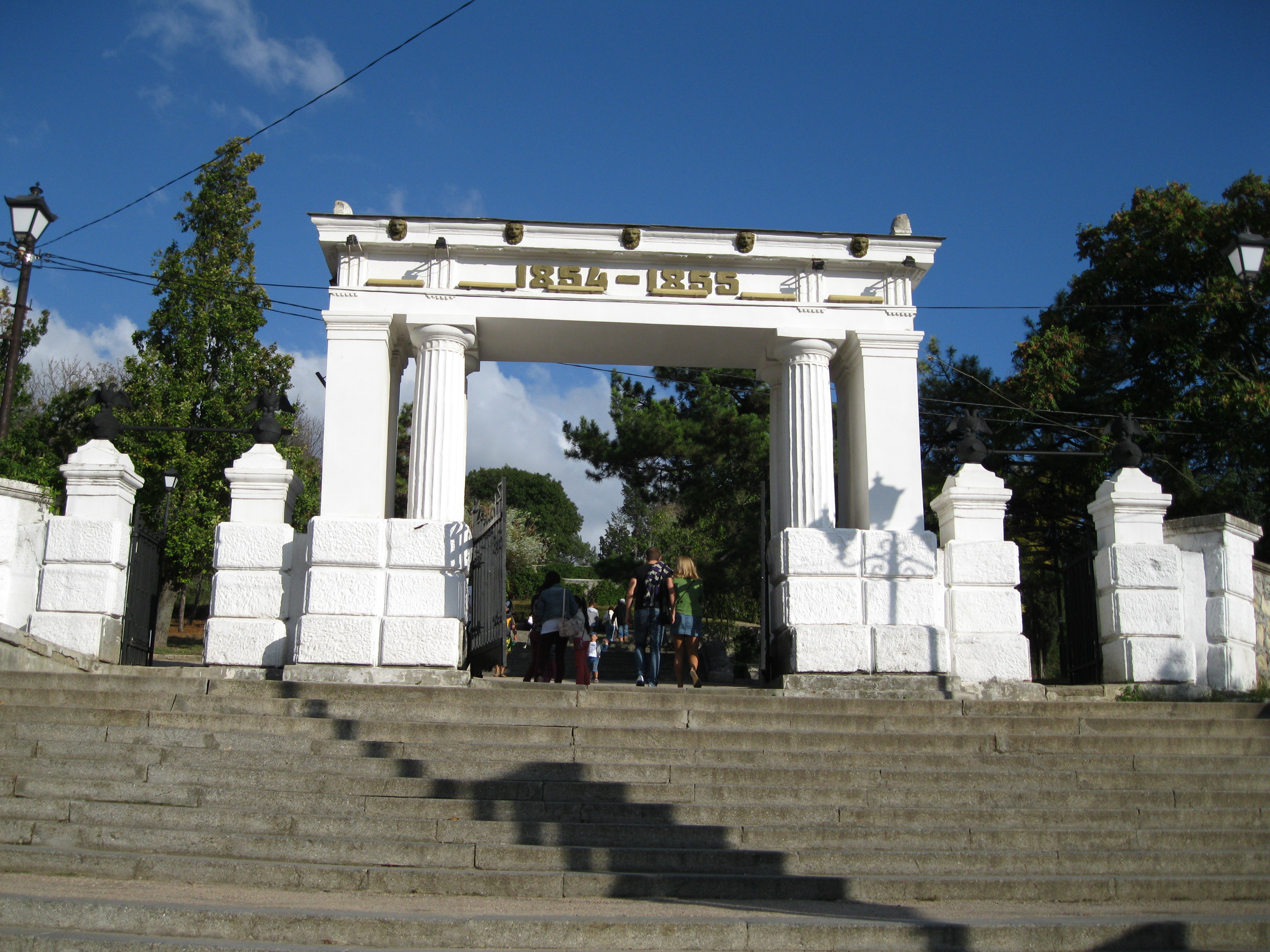
Ворота-пропілеї Малахова кургану
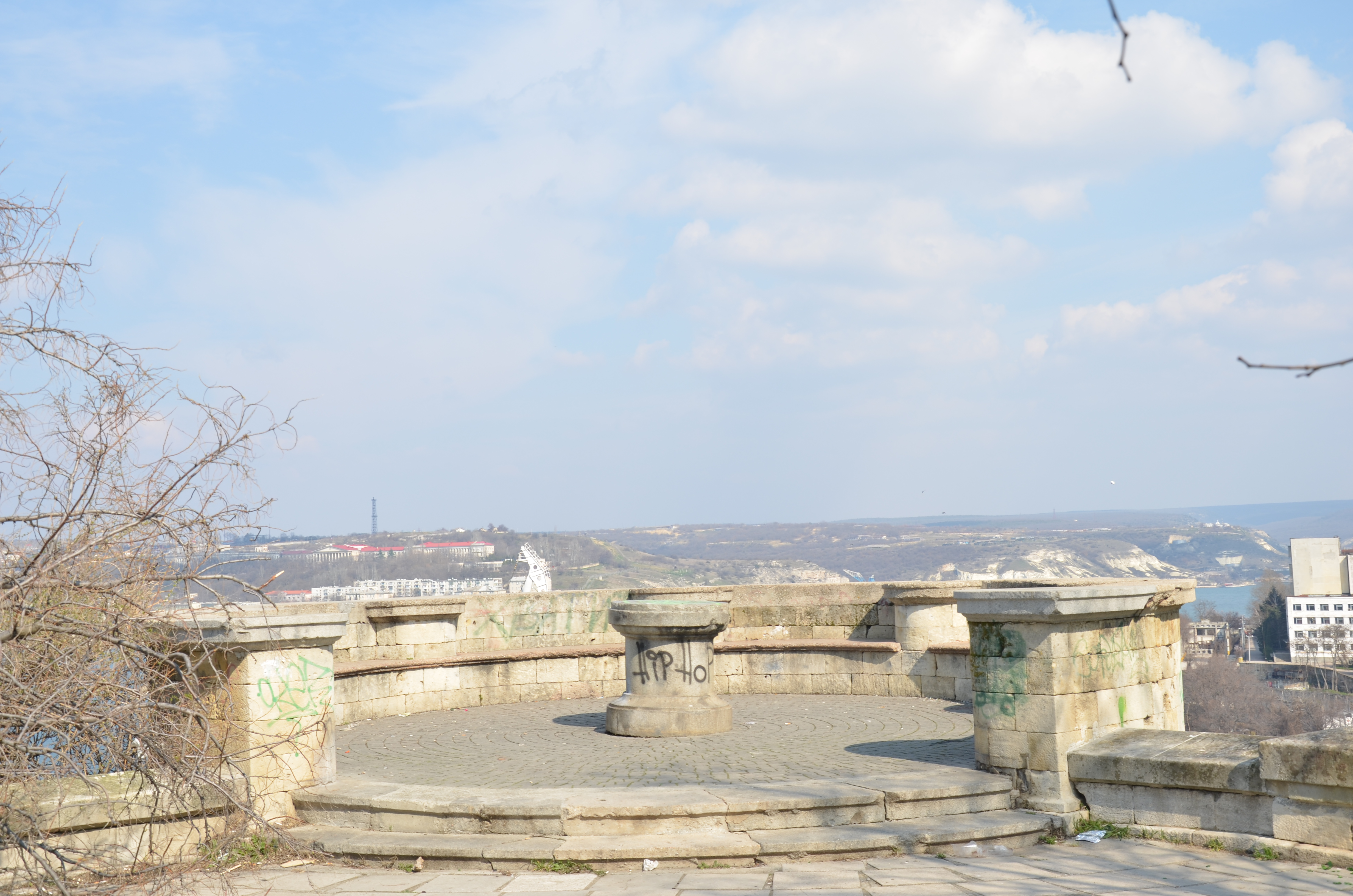
Ротонда на території першого бастіону
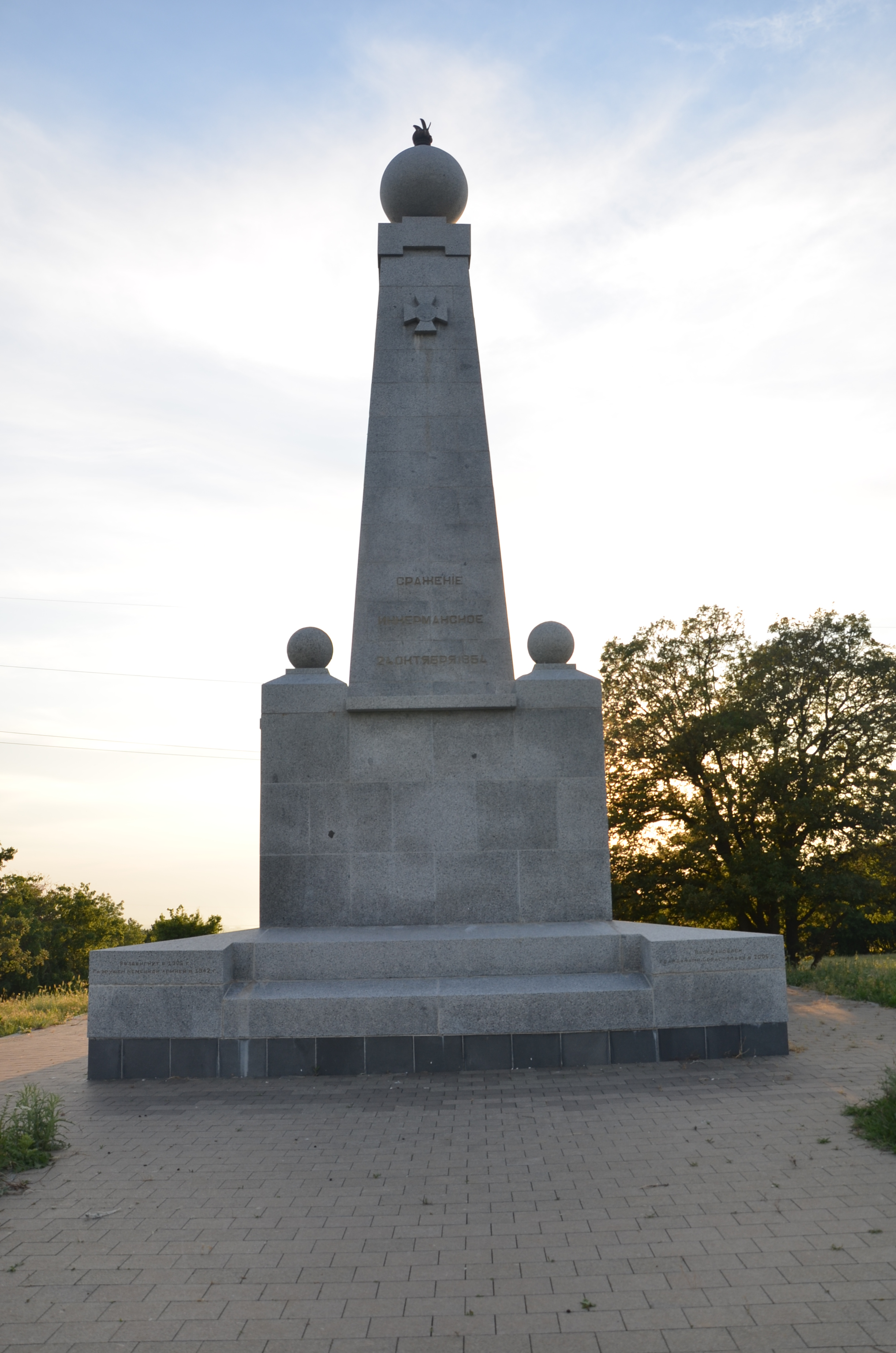
Перший пам'ятник споруджений до 50-річчя Кримської війни, архітектори О.Вейзен, Г.Долін. Сучасний пам'ятник встановлений в кількох метрах від руїн першого у 2005 році.
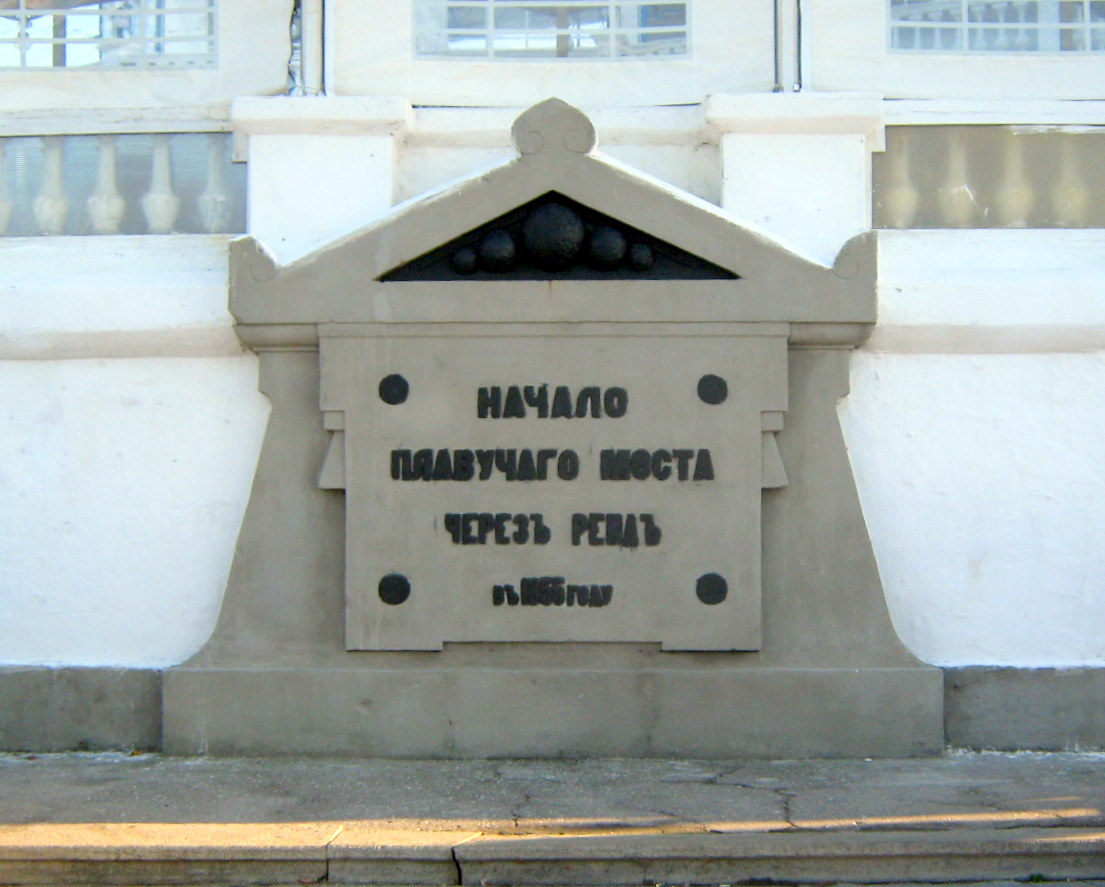
Пам'ятне місце початку плавучого мосту через Севастопольську бухту
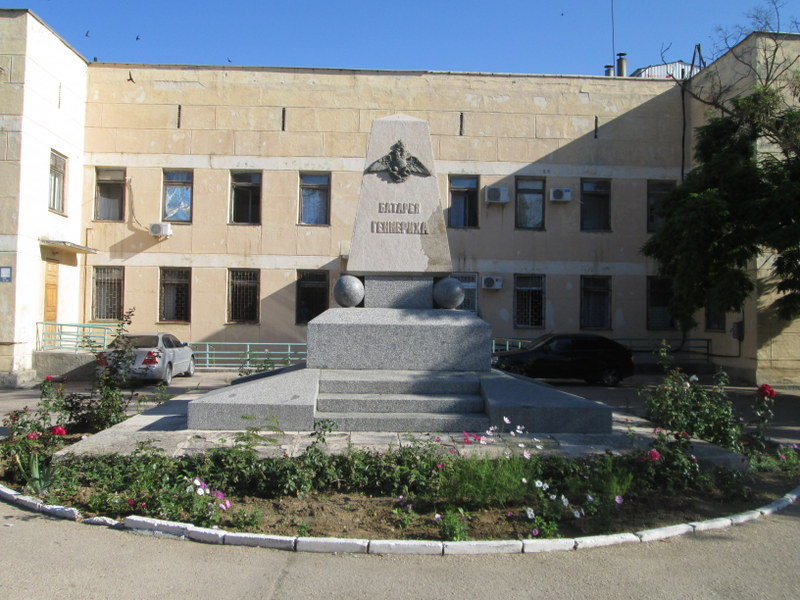
Пам’ятне місце батареї № 124 Геннеріха
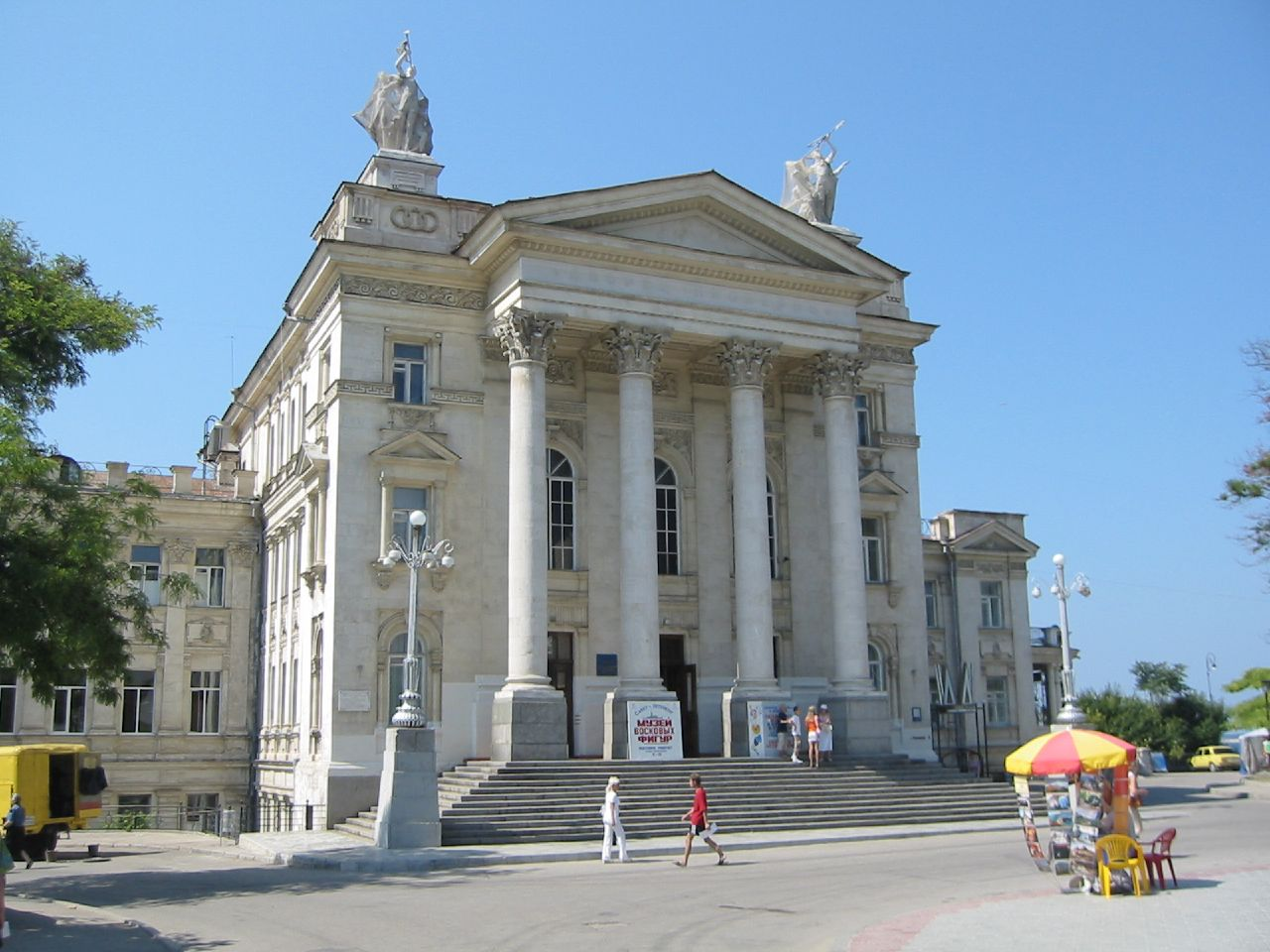
Севастопольський інститут фізичних методів лікування